# Иска (приток Мугая)
Иска — река в России, протекает в Алапаевском районе Свердловской области. Устье реки находится в 24 км по левому берегу реки Мугай. Длина реки Иски составляет 30 км.
В 24 км от устья по левому берегу впадает река Полуденка.
На Иске расположены деревня Колесова и село Шипицыно.

## Данные водного реестра
По данным государственного водного реестра России, Иска относится к Иртышскому бассейновому округу, речному бассейну Иртыша, речному подбассейну Тобола. Водохозяйственный участок — Тагил от города Нижнего Тагила и до устья.
Код объекта в государственном водном реестре — 14010501512111200005682.